# Ribeira Brava (Cap Verd)
Ribeira Brava és un dels vint-i-dos municipis que conformen l'organització territorial de Cap Verd. Es troba localitzat a l'oest de l'illa de São Nicolau, pertanyent al grup de les illes de Barlavento. Cobreix un 65% de l'illa. Aquest municipi es va crear l'any 2005.

## Geografia
Viuen unes 7.580 persones dins de Ribeira Brava, que posseeix 258 quilòmetres quadrats de superfície. La densitat poblacional és de 29,38 habitants per quilòmetre quadrat.

## Subdivisions
El municipi està format per dos freguesias (parròquies civils):
- Nossa Senhora da Lapa
- Nossa Senhora do Rosário

## Història
Fou creat en 2005, quan l'antic municipi de São Nicolau fou dividit en dos, la part sud-occidental esdevingué el municipi de Tarrafal de São Nicolau i la part nord-occidental esdevingué el municipi de Ribeira Brava.

## Demografia
| Població de Ribeira Brava, Cap Verd (1940—2010) | Població de Ribeira Brava, Cap Verd (1940—2010) | Població de Ribeira Brava, Cap Verd (1940—2010) | Població de Ribeira Brava, Cap Verd (1940—2010) | Població de Ribeira Brava, Cap Verd (1940—2010) | Població de Ribeira Brava, Cap Verd (1940—2010) | Població de Ribeira Brava, Cap Verd (1940—2010) | Població de Ribeira Brava, Cap Verd (1940—2010) |
| ----------------------------------------------- | ----------------------------------------------- | ----------------------------------------------- | ----------------------------------------------- | ----------------------------------------------- | ----------------------------------------------- | ----------------------------------------------- | ----------------------------------------------- |
| 1940                                            | 1950                                            | 1960                                            | 1970                                            | 1980                                            | 1990                                            | 2000                                            | 2010                                            |
| 14.846                                          | 10.366                                          | 13.866                                          | 16.308                                          | 13.572                                          | 13.665                                          | 13.661                                          | 7.869                                           |

## Política
Des de la seva creació el PAICV és el partit governant del municipi i va obtenir el 49,3% en les últimes eleccions.

### Assemblea municipal
|                            | 2008 % | 2008 escons | 2012 % | 2012 escons |
| -------------------------- | ------ | ----------- | ------ | ----------- |
| PAICV                      | 48.8   | -           | 49.3   | 7           |
| Moviment per la Democràcia | 44.6   | -           | 39.4   | 6           |
| UCID                       | -      | -           | 6.2    | 0           |

### Municipalitat
|                            | 2008 % | 2008 escons | 2012 % | 2012 escons |
| -------------------------- | ------ | ----------- | ------ | ----------- |
| PAICV                      | 49.1   | 5           | 50.5   | 5           |
| Moviment per la Democràcia | 46.2   | 0           | 41.8   | 0           |
| UCID                       | -      | -           | 6.2    | 0           |

## Personatges
- Amândio Cabral (b. 1934), cantant capverdià que viu a Califòrnia.